# سبت (استان سکیکده)
سبت (به عربی: السبت) یک شهرداری در الجزایر است که در استان سکیکده واقع شده‌است. سبت ۱۵٬۲۶۶ نفر جمعیت دارد.